# Zámeček Pustějov
Zámeček Pustějov byl v obci Pustějov postaven v první polovině 18. století jako letní sídlo probošta augustiniánského kláštera ve Fulneku a správní sídlo klášterního panství.

## Historie
Klášteru augustiniánů kanovníků ve Fulneku patřilo od sklonku 14. století několik vsí v okolí města Fulneku: Pustějov, Bílov, Děrné, Jílovec, Lukavec a Stará Ves. Spravovány byly přímo z kláštera; až v polovině 18. století nechal v Pustějově postavit jako správní budovu panství – kterému se poté říkalo též (velko)statek Pustějov – augustiniánský probošt a místní rodák PhDr. Kazimír Jan Barvík (německy Casimir Johann Barwig, proboštem byl v letech 1747–1760; uvádí se též jako Josef Jan) v severozápadní části obce v barokním slohu. Objekt byl tvořen jednopatrovou, pětiosou obdélnou budovou se sedlovou střechou s vysokými štíty.
V roce 1784 v rámci josefinských reforem byl fulnecký klášter zrušen a vesnice Pustějov a další bývalé klášterní statky se staly majetkem náboženské matice. Ta v Pustějově téhož roku zřídila lokální kaplanství a zámeček byl přestavěn na kaplanku. Zámeček nebyl příliš prostorný; v polovině 19. století se v něm zmiňují čtyři pokoje pro duchovní, jeden pro služebnictvo a jídelna, ale též škola a byt učitele. Náboženská matice v roce 1825 prodala pustějovský velkostatek rodině Čejků z Badenfeldu, majitelům panství a zámku Fulnek; od té doby byly velkostatky pustějovský a fulnecký spojeny a spravovány z Fulneku, správní budovu v Pustějově již vrchnost nepotřebovala. Bývalý zámeček sloužil nadále jako kaplanka a po zřízení pustějovské farnosti roku 1868 jako fara až do postavení nového farního objektu roku 1902. Objekt získala obec Pustějov, která jej v roce 1911 účelově přestavěla na obecní dům; ve 20. letech 20. století v něm byla instalována také tělocvična Dělnické tělovýchovné jednoty.

## Současnost
Většina historicky cenných stavebních prvků byly pozdějšími stavebními úpravami z 20. století odstraněna. Z vnějšku na historii odkazuje pouze dochovaný pozdně barokní portál. Jeho půlkruhový oblouk je ozdoben reliéfními volutami s kordonovými římsami nad hranolovými sloupovými pilíři s nárožníky. Na vrcholu oblouku je umístěn dnes již velmi poškozený znak města Fulneku v rokajovém ornamentu. V přízemí i v patře jsou zachovány barokní klenby i stropy se štukovými zrcadly.
Vlastníkem objektu zámečku (čp. 218) je obec Pustějov. 3. února 2015 schválilo obecní zastupitelstvo jeho demolici.

## Galerie

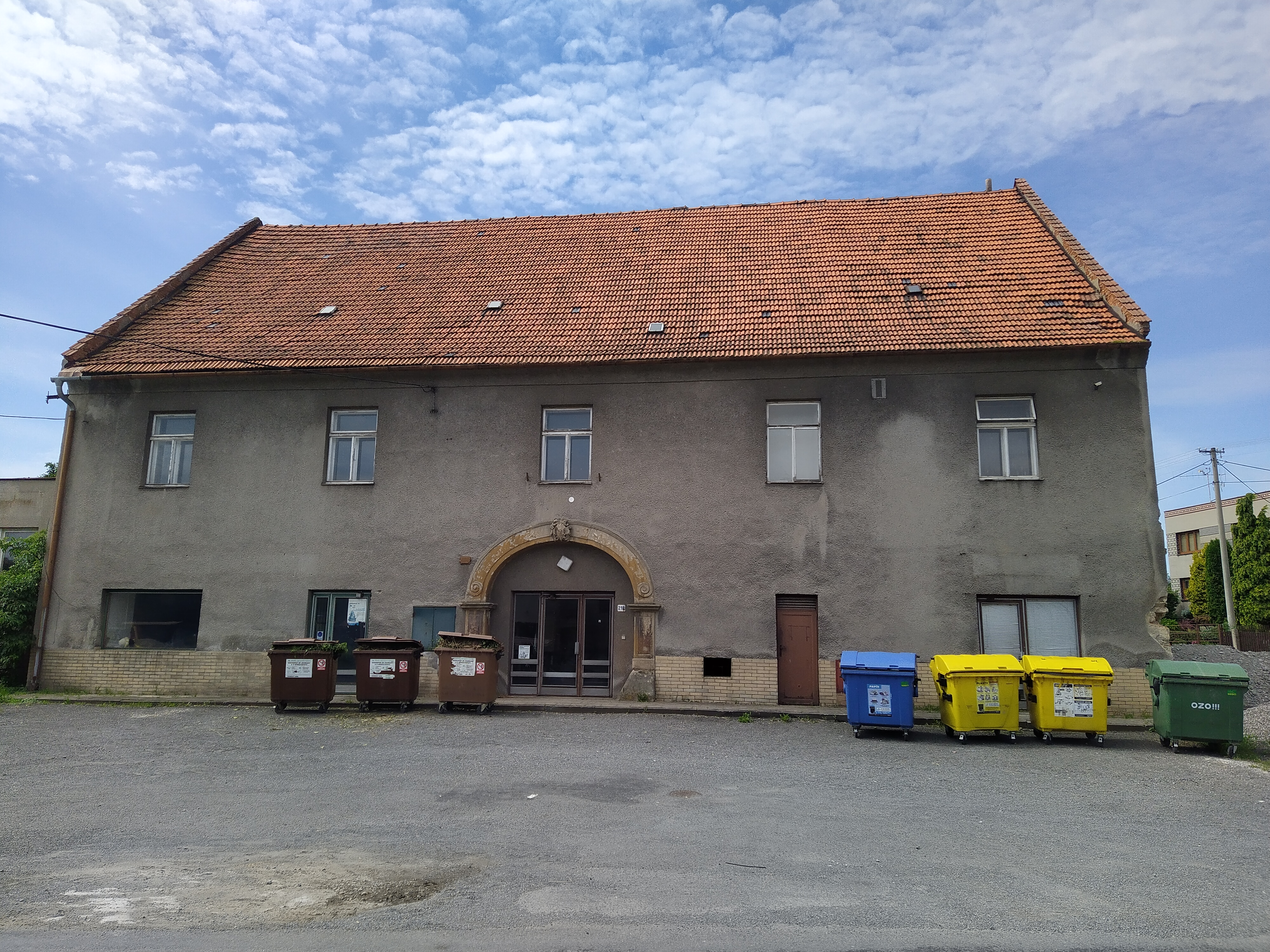
Zámeček Pustějov, čelní pohled
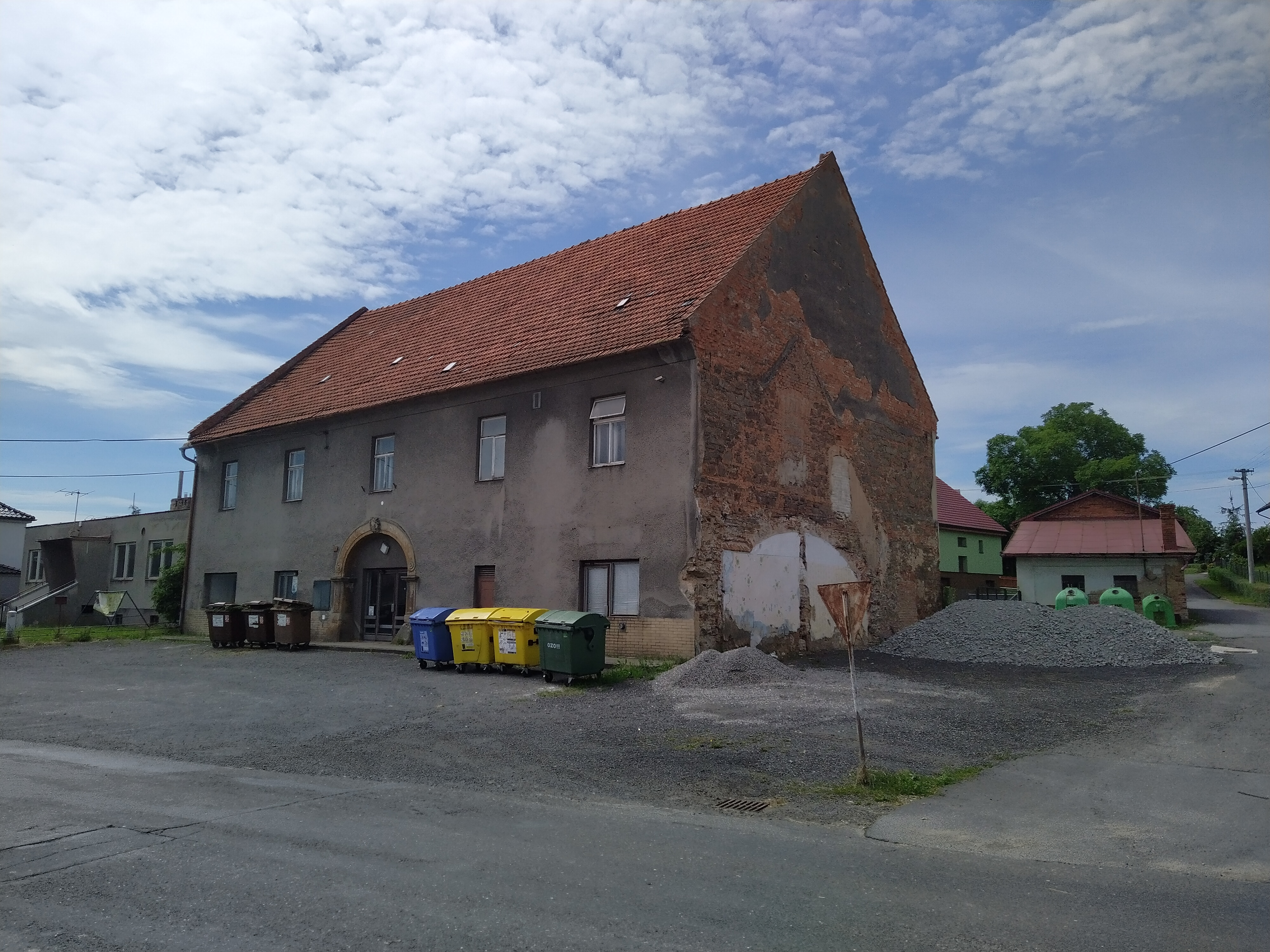
Zámeček Pustějov